# Future Past
A Future Past a Duran Duran brit együttes tizenötödik stúdióalbuma, amely 2021. október 22-én jelent meg a BMG kiadón keresztül.
Az albumon, amelynek az együttes, Mark Ronson, Giorgio Moroder és Erol Alkan voltak a producerei, közreműködött Tove Lo, Ivorian Doll, a japán Chai és Mike Garson.
Az együttes öt kislemezt adott ki az album megjelenése előtt, az Invisible-t, a More Joy!-t, az Anniversaryt, a Tonight Unitedot és a Give It All Upot.

## Háttér
Nick Rhodes 2019. július 16-án azt nyilatkozta, hogy a zenekar 2019 eleje óta dolgozik egy új albumon, amelyről kezdetben azt mondta, hogy 2020 késő tavaszán jelenhet meg, azonban 2020. március 13-án a The Times arról számolt be, hogy az album 2020 őszére várható. Egy héttel később a zenekar Twitter-oldalán bejelentette, hogy a lemez kiadási dátuma a Covid19-pandémia miatt továbbra is bizonytalan.
John Taylor azt mondta, hogy a Future Past egy „nagyon érzelmes és elgondolkodtató album,” a dalszövegek nagy részét a Covid19-pandémia kezdete előtt írták: „Sok dal érzelmi krízisekről szól, vagy hosszú távú intimitással kapcsolatos problémákról, nevezzük így őket. Mikor visszajöttünk a lezárások után, úgy éreztem, hogy azok a szövegek, kifejezetten az Invisible arról a pillanatról beszéltek, mert az előző 18 hónap erről az intimitáspolitikáról szólt.”

## Albumborító
Az album borítója Jokota Dajszuke japán fényképész két fekete-fehér képéből van összeállítva. Nick Rhodes 2017-ben találkozott Jokotával, mikor egy dokumentumfilmhez kutatott japán fényképészek után. Az album művészeti igazgatója, Rory McCartney helyezte egymásra a két képet, létrehozva a piros és zöld sziluettek mozgásának illúzióját, amely nagyon tetszett McCartneynak.

## Számlista
| Future Past | Future Past                                | Future Past                                                                          | Future Past | Future Past | Future Past | Future Past | Future Past | Future Past | Future Past |
|             | Cím                                        | Szerző(k)                                                                            | Hossz       |             |             |             |             |             |             |
| ----------- | ------------------------------------------ | ------------------------------------------------------------------------------------ | ----------- | ----------- | ----------- | ----------- | ----------- | ----------- | ----------- |
| 1.          | Invisible                                  | Simon Le Bon John Taylor Roger Taylor Nick Rhodes Erol Alkan                         | 3:11        |             |             |             |             |             |             |
| 2.          | All of You                                 | Le Bon J. Taylor R. Taylor Rhodes Graham Coxon                                       | 4:05        |             |             |             |             |             |             |
| 3.          | Give It All Up (Tove Lo közreműködésével)  | Le Bon J. Taylor R. Taylor Rhodes Coxon Alkan Tove Lo                                | 5:07        |             |             |             |             |             |             |
| 4.          | Anniversary                                | Le Bon J. Taylor R. Taylor Rhodes Coxon Alkan                                        | 5:18        |             |             |             |             |             |             |
| 5.          | Future Past                                | Le Bon J. Taylor R. Taylor Rhodes Coxon Alkan                                        | 3:52        |             |             |             |             |             |             |
| 6.          | Beautiful Lies                             | Le Bon J. Taylor R. Taylor Rhodes Giorgio Moroder                                    | 3:36        |             |             |             |             |             |             |
| 7.          | Tonight United                             | Le Bon J. Taylor R. Taylor Rhodes Moroder                                            | 3:07        |             |             |             |             |             |             |
| 8.          | Wing                                       | Le Bon J. Taylor R. Taylor Rhodes Coxon Mark Ronson                                  | 5:19        |             |             |             |             |             |             |
| 9.          | Nothing Less                               | Le Bon J. Taylor R. Taylor Rhodes Alkan                                              | 4:25        |             |             |             |             |             |             |
| 10.         | Hammerhead (Ivorian Doll közreműködésével) | Le Bon J. Taylor R. Taylor Rhodes Alkan Vanessa Mahi Lei Jennings Christopher Layton | 3:33        |             |             |             |             |             |             |
| 11.         | More Joy! (a Chai közreműködésével)        | Le Bon J. Taylor R. Taylor Rhodes Coxon Alkan                                        | 3:39        |             |             |             |             |             |             |
| 12.         | Falling (Mike Garson közreműködésével)     | Le Bon J. Taylor R. Taylor Rhodes                                                    | 5:47        |             |             |             |             |             |             |
| 50:59       |                                            |                                                                                      |             |             |             |             |             |             |             |

| Future Past (Deluxe Edition) | Future Past (Deluxe Edition)               | Future Past (Deluxe Edition)                                 | Future Past (Deluxe Edition) | Future Past (Deluxe Edition) | Future Past (Deluxe Edition) | Future Past (Deluxe Edition) | Future Past (Deluxe Edition) | Future Past (Deluxe Edition) | Future Past (Deluxe Edition) |
|                              | Cím                                        | Szerző(k)                                                    | Hossz                        |                              |                              |                              |                              |                              |                              |
| ---------------------------- | ------------------------------------------ | ------------------------------------------------------------ | ---------------------------- | ---------------------------- | ---------------------------- | ---------------------------- | ---------------------------- | ---------------------------- | ---------------------------- |
| 1.                           | Invisible                                  | Le Bon J. Taylor R. Taylor Rhodes Alkan                      | 3:11                         |                              |                              |                              |                              |                              |                              |
| 2.                           | All of You                                 | Le Bon J. Taylor R. Taylor Rhodes Coxon                      | 4:05                         |                              |                              |                              |                              |                              |                              |
| 3.                           | Give It All Up (Tove Lo közreműködésével)  | Le Bon J. Taylor R. Taylor Rhodes Coxon Alkan Tove Lo        | 5:07                         |                              |                              |                              |                              |                              |                              |
| 4.                           | Anniversary                                | Le Bon J. Taylor R. Taylor Rhodes Coxon Alkan                | 5:18                         |                              |                              |                              |                              |                              |                              |
| 5.                           | Future Past                                | Le Bon J. Taylor R. Taylor Rhodes Coxon Alkan                | 3:53                         |                              |                              |                              |                              |                              |                              |
| 6.                           | Velvet Newton                              | Le Bon J. Taylor R. Taylor Rhodes Coxon                      | 2:40                         |                              |                              |                              |                              |                              |                              |
| 7.                           | Beautiful Lies                             | Le Bon J. Taylor R. Taylor Rhodes Moroder                    | 3:36                         |                              |                              |                              |                              |                              |                              |
| 8.                           | Tonight United                             | Le Bon J. Taylor R. Taylor Rhodes Moroder                    | 3:08                         |                              |                              |                              |                              |                              |                              |
| 9.                           | Wing                                       | Le Bon J. Taylor R. Taylor Rhodes Coxon Ronson               | 5:19                         |                              |                              |                              |                              |                              |                              |
| 10.                          | Nothing Less                               | Le Bon J. Taylor R. Taylor Rhodes Alkan                      | 4:26                         |                              |                              |                              |                              |                              |                              |
| 11.                          | Laughing Boy                               | Le Bon J. Taylor R. Taylor Rhodes Coxon                      | 4:55                         |                              |                              |                              |                              |                              |                              |
| 12.                          | Hammerhead (Ivorian Doll közreműködésével) | Le Bon J. Taylor R. Taylor Rhodes Alkan Mahi Jennings Layton | 3:34                         |                              |                              |                              |                              |                              |                              |
| 13.                          | Invocation                                 | Le Bon J. Taylor R. Taylor Rhodes Coxon Alkan                | 2:08                         |                              |                              |                              |                              |                              |                              |
| 14.                          | More Joy! (a Chai közreműködésével)        | Le Bon J. Taylor R. Taylor Rhodes Coxon Alkan                | 3:39                         |                              |                              |                              |                              |                              |                              |
| 15.                          | Falling (Mike Garson közreműködésével)     | Le Bon J. Taylor R. Taylor Rhodes                            | 5:47                         |                              |                              |                              |                              |                              |                              |
| 50:59                        |                                            |                                                              |                              |                              |                              |                              |                              |                              |                              |

## Kiadások
| Régió       | Dátum             | Formátum                                     | Kiadó            |
| ----------- | ----------------- | -------------------------------------------- | ---------------- |
| Világszerte | 2021. október 22. | streaming, digitális letöltés, hanglemez, CD | BMG, Tape Modern |